# Edgar Buchwalder
Edgar Buchwalder (Kleinlützel, 2 de agosto de 1916 - 9 de abril de 2009) fue un ciclista suizo que fue profesional entre 1937 y 1943 y del 1946 a 1947. Era hermano del también ciclista Werner Buchwalder.
En 1936 participó en los Juegos Olímpicos de Berlín, donde ganó la medalla de plata en la prueba de ruta por equipos, formando equipos cpm Ernst Nievergelt y Kurt Ott.
Como profesional uno de sus éxitos más importantes fue el de Campeón de Suiza en ruta de 1939 y 1942 y dos etapas en la Vuelta a Suiza.

## Palmarés
1936
- Campeón del mundo amateur

1939
- Vencedor de una etapa de la Vuelta a Suiza

1940
- Campeonato de Suiza en Ruta

1942
- Campeonato de Suiza en Ruta
- 1º en la Berner Rundfahrt
- Vencedor de una etapa de la Vuelta a Suiza